# Iakob Makarashvili
Iakob Makarashvili –en georgiano: იაკობ მაქარაშვილი– (28 de diciembre de 1985) es un deportista georgiano que compite en lucha libre. Ganó una medalla de bronce en el Campeonato Europeo de Lucha de 2016, en la categoría de 74 kg.

## Palmarés internacional
| Campeonato Europeo | Campeonato Europeo | Campeonato Europeo | Campeonato Europeo |
| Año                | Lugar              | Medalla            | Categoría          |
| ------------------ | ------------------ | ------------------ | ------------------ |
| 2016               | Riga (Letonia)     | Medalla de bronce  | 74 kg              |